# Lena Urzendowsky
Lena Urzendowsky (Berlino, 16 febbraio 2000) è un'attrice tedesca.

## Filmografia parziale
- Das weiße Kaninchen (Das weiße Kaninchen) - film TV (2016)
- Dark - serie TV (2017-2020)
- Il commissario Schumann (Der Kriminalist) - serie TV (2018)
- The Defeated (Shadowplay) - serie TV (2020)
- Come vendere droga online (in fretta) (How to Sell Drugs Online (Fast)) - serie TV (2020-in corso)
- Noi, i ragazzi dello zoo di Berlino (Wir Kinder vom Bahnhof Zoo) - serie TV (2021)
- In die Sonne schauen, regia di Mascha Schilinski (2025)